# Фаррагат (Айова)
Фаррагат (англ. Farragut) — місто (англ. city) в США, в окрузі Фремонт штату Айова. Населення — 490 осіб (2020).

## Географія
Фаррагат розташований за координатами 40°43′12″ пн. ш. 95°28′50″ зх. д. / 40.72000° пн. ш. 95.48056° зх. д. (40.720007, -95.480685).  За даними Бюро перепису населення США в 2010 році місто мало площу 1,05 км², уся площа — суходіл.

## Демографія
Згідно з переписом 2010 року, у місті мешкало 485 осіб у 215 домогосподарствах у складі 137 родин. Густота населення становила 461 особа/км².  Було 229 помешкань (218/км²).
Расовий склад населення:
| - 99,6 % — білих - 0,2 % — корінних американців |

До двох чи більше рас належало 0,2 %. Частка іспаномовних становила 2,3 % від усіх жителів.
За віковим діапазоном населення розподілялося таким чином: 22,9 % — особи молодші 18 років, 56,1 % — особи у віці 18—64 років, 21,0 % — особи у віці 65 років та старші. Медіана віку мешканця становила 46,0 року. На 100 осіб жіночої статі у місті припадало 75,7 чоловіків;  на 100 жінок у віці від 18 років та старших — 81,6 чоловіків також старших 18 років.
Середній дохід на одне домашнє господарство  становив 56 794 долари США (медіана — 47 813), а середній дохід на одну сім'ю — 68 824 долари (медіана — 63 056). Медіана доходів становила 43 438 доларів для чоловіків та 35 179 доларів для жінок. За межею бідності перебувало 13,3 % осіб, у тому числі 26,3 % дітей у віці до 18 років та 14,4 % осіб у віці 65 років та старших.
Цивільне працевлаштоване населення становило 220 осіб. Основні галузі зайнятості: виробництво — 24,5 %, освіта, охорона здоров'я та соціальна допомога — 24,5 %, роздрібна торгівля — 12,7 %, науковці, спеціалісти, менеджери — 8,6 %.